# Alsophila compta
Alsophila compta là một loài dương xỉ trong họ Cyatheaceae. Loài này được Mart. mô tả khoa học đầu tiên năm 1834.